# De tango y lo demás
De tango y lo demás es un libro de poesía del escritor argentino Roberto Jorge Santoro, publicado en 1962 por Editorial El Barrilete. En 1964 se editó una versión definitiva, que incluyó varios poemas adicionales y una nueva portada ilustrada por Oscar Grillo.
En esta obra, la ciudad ocupa un lugar central, reemplazando y transformando la idea tradicional del barrio. Se describe con dinamismo, marcado por la velocidad y el ruido característicos de la vida urbana. Buenos Aires está representada por elementos parciales: el tango, el colectivo (ómnibus), el café, el turf, el billar, la pizzería, el fútbol, el boxeo. El tango, por ejemplo, aparece como un elemento recurrente que refleja una continuidad cultural. Más que una referencia nostálgica, el tango se presenta como una expresión de identidad que perdura. Esta obra se caracteriza por un cambio en las formas poéticas y en el uso del lenguaje, evidenciando una afinidad con el surrealismo (o en como diría Santoro: realista del sur) y el empleo de recursos adaptados a un contexto local.

## Ediciones

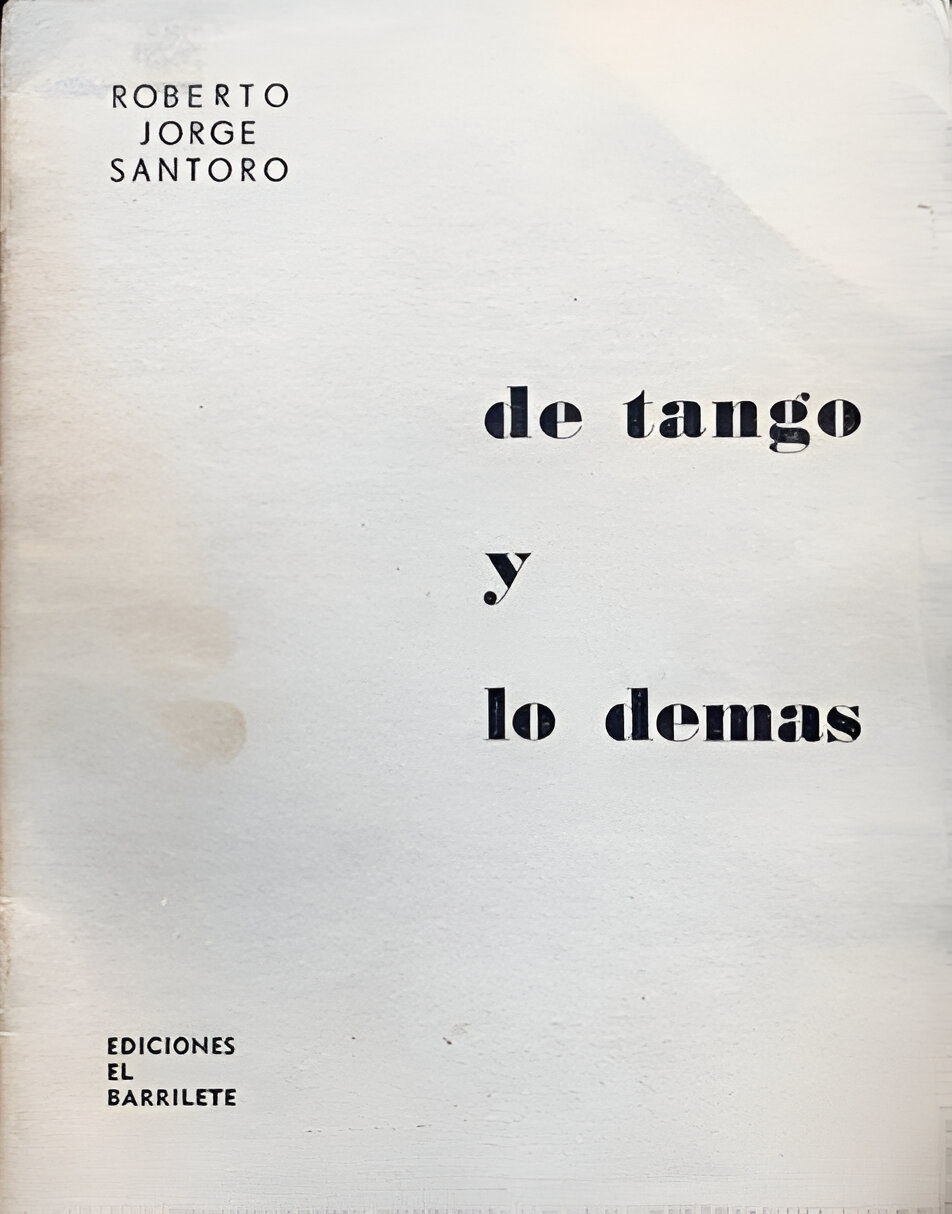
De tango y lo demás (1962) - Editorial El Barrilete

### Edición de 1962
Editorial El Barrilete, diciembre de 1962. Encuadernación en rústica. 18 páginas. Tamaño Octavo.
Contenido del libro: «El barrio es casa y tango»; «Pero quedar amarrado a Buenos Aires»; «Un tango que nos meta en otro tango»; «Y estamos aquí»; «En grito y obstinado»; «De gris su corazón»; «Se sube con la vida»; «Estar con ganas de hacer algo»; «Oscuro de bajar hasta tu boca»; «¿Qué me tiene agarrado?»; «Un día tus noticias».
Colofón del libro: Se terminó de imprimir el día 22 de diciembre de 1962, en la Imprenta “Dinizio”, Roverano 174, Caseros F. C. San Martín, Provincia de Buenos Aires.

De tango y lo demás (1964) - Editorial El Barrilete

### Edición de 1964
Editorial El Barrilete, agosto de 1964. El libro fue editado con el apoyo del Fondo Nacional de las Artes. Arte de tapa: Oscar Grillo. Encuadernación en rústica, con una sola solapa que contiene una foto en blanco y negro del autor acompañada de datos biográficos. Prólogo de Martín Campos. Diagramación de Óscar Smoje. Ocho (8) dibujos en interior en blanco y negro: cuatro (4) de Óscar Grillo y cuatro (4) de Alberto Costa “Tagos”. 116 páginas. Octavo mayor (22 cm de alto x 16 de ancho).
Contenido del libro: Palabras para no ser leídas, prólogo de Martín Campos; «De tango»; «Lo demás: "El Colectivo" - "El Café" - "El Turf" - "El Billar" - "La Pizzería" - "El Boxeo" - "El Fútbol" - "Las Yirantas";» «El tango que se queda»; «Collage o taller o destierro de Buenos Aires»; «Ballet balar babel».
Colofón del libro: De TANGO Y LO DEMÁS, poemas por Roberto J. Santoro, se han impreso además de la edición corriente, 14 ejemplares en papel de hilo Witcel Ledger azulado, con ilustraciones de Oscar Grillo y Alberto Costa “Tagos”, coloreados a mano, de los cuales diez ejemplares están enumerados de 1 a 10 y cuatro marcados de A a CH, para colaboradores. Se dio término el 16 de agosto de 1964, en los Talleres de Ismael B. Colombo S. R. L. (Alsina 2936, Buenos Aires).